# Pseudatrichia toupeta
Pseudatrichia toupeta är en tvåvingeart som beskrevs av Kelsey 1969. Pseudatrichia toupeta ingår i släktet Pseudatrichia och familjen fönsterflugor.
Artens utbredningsområde är Colorado. Inga underarter finns listade i Catalogue of Life.